# Plagiostachys austrosinensis
Plagiostachys austrosinensis là một loài thực vật có hoa trong họ Gừng. Loài này được T.L.Wu & S.J.Chen miêu tả khoa học đầu tiên năm 1978.